# Beiersdorf (Saxe)
Pour l’article homonyme, voir Beiersdorf.
Beiersdorf est une commune de Saxe (Allemagne), située dans l'arrondissement de Görlitz, dans le district de Dresde.